# Шаховской, Николай Иванович
Князь Николай Иванович Шаховской (1823—1890) —  тайный советник, сенатор из рода Шаховских.

## Биография
Сын князя Ивана Леонтьевича Шаховского от его брака с графиней Софьей Алексеевной Мусиной-Пушкиной, дочерью знаменитого библиофила. На 12-м году поступил в Императорское Училище Правоведения, в котором окончил курс в 1842 году первым, с золотой медалью. Выпущенный титулярным советником, поступил во 2-й Департамент Правительствующего Сената, и в Сенате протекла вся его служба.
В 1864 году он был командирован председателем учрежденной в Вильне, по Высочайшему повелению, следственной комиссии по делу о подложном займе Государственного Земельного Банка; в этом же году назначен членом консультации при Министерстве юстиции Российской империи. В 1866 году был назначен членом Санкт-Петербургской Судебной Палаты. В 1869 году пожалован орденом Святого Станислава 1-й степени. В 1879 году произведен в тайные советники и назначен присутствующим в Гражданский Кассационный Департамент Сената. В 1885 году был награжден орденом Святой Анны 1-й степени, а в 1890 году — орденом Святого Владимира 2-й степени и в мае того же года был назначен присутствующим в первом общем собрании Правительствующего Сената.
По отзыву современника, Шаховской был «некрасивый, седой старик маленького роста с большой головой, бритый, крайне любопытный — про него рассказывали, что он подбирал все бумажки на дорогах и их прочитывал, и постоянно носил ходомер в кармане». Был совершенно непрактичным в хозяйственных делах. Чтобы спасти от разорения его рязанские имения над ними была «высочайше» утверждена опека в лице его друга и соседа П. П. Семёнова-Тян-Шанского. Скончался в 1890 году и был похоронен на кладбище Новодевичьего монастыря в Москве.

## Семья

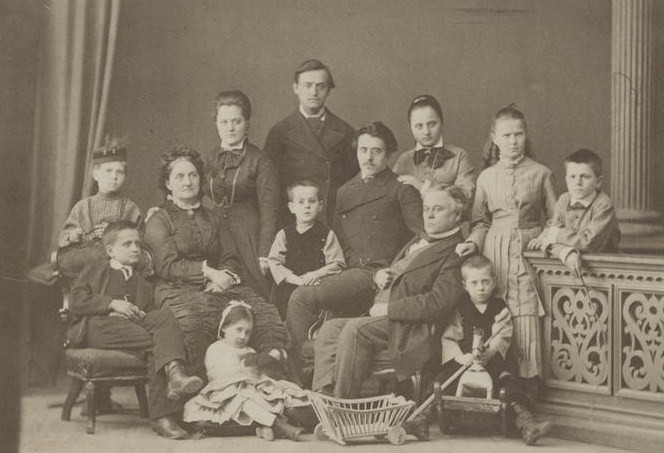
Князь Шаховской с женой и детьми (1877)

Жена — княжна Наталья Алексеевна Трубецкая (12.01.1835—1918), дочь князя Алексея Ивановича Трубецкого от брака его с княжной Надеждой Борисовной Четвертинской. По словам внучки, «это была дружная, истинно христианская семья, должно быть, пресноватая — добродетель чаще всего такова — и совершенно лишенная практической жилки. Единственный из всей семьи, кто попытался покончить с неотступно преследовавшей ее нуждой, был мой дядя Дмитрий Николаевич, который стал банкиром». Всю жизнь одевалась в темное, как полу-инокиня. Овдовев, жила в своей усадьбе Мураевня Рязанской губернии, с неженатым сыном Сергеем и незамужней дочерью Натальей. После их смерти переехала к дочери Софии в имение Ботово Дмитровского уезда. В браке имела 11 детей:
- Иван Николаевич (1853—1884), участник русско-турецкой войны, в 1882 году убил на дуэли М. А. Столыпина и был сослан на Кавказ. Трагически погиб в Ашхабаде, упав с лошади.
- Алексей Николаевич (1855—1923), веневский уездный предводитель дворянства, его сын архиепископ Иоанн (Шаховской) и дочь Зинаида.
- София Николаевна, замужем за архитектором С. К. Родионовым.
- Надежда Николаевна (01.04.1857[6]—1883), похоронена на кладбище Новодевичьего монастыря в Москве.
- Мария Николаевна (ум. 1915), в русско-японскую войну старшая сестра Красного Креста, умерла от тифа.
- Николай Николаевич (1863—1933), жил в Ташкенте, где его брат Дмитрий выстроил в неомавританском стиле виллу на Саларе Архивная копия от 15 декабря 2018 на Wayback Machine.
- Александр Николаевич (1866—1904)
- Сергей Николаевич (1868—1918), весной 1918 года был арестован с сестрой своем имении Мураевна и отправлен для дальнейшего следствия в Рязанскую тюрьму. Расстрелян красноармейцами по дороге в Рязань.
- Борис Николаевич (1870—1926), камергер, консул в Дамаске.
- Дмитрий Николаевич (1871—1930), подполковник, директор Торгово-промышленного банка.
- Наталья Николаевна (ум. 1918), открыла в имении Мураевне школу вышивальщиц и кружевниц; убита вместе с братом Сергеем.